# Michal Martikán
Michal Martikán (Liptovský Mikuláš, 18 de mayo de 1979) es un deportista eslovaco que compite en piragüismo en la modalidad de eslalon; dos veces campeón olímpico, quince veces campeón mundial y quince veces campeón europeo.
Participó en cinco Juegos Olímpicos, entre los años 1996 y 2012, obteniendo en total cinco medallas: oro en Atlanta 1996 y en Pekín 2008, plata en Sídney 2000 y Atenas 2004 y bronce en Londres 2012, todas en la prueba de canoa monoplaza individual (C1).
Ganó 23 medallas en el Campeonato Mundial de Piragüismo en Eslalon entre los años 1995 y 2019, y 25 medallas en el Campeonato Europeo de Piragüismo en Eslalon entre los años 1998 y 2025.
Fue el abanderado de Eslovaquia en la ceremonia de apertura de los Juegos de Atenas 2004.

## Palmarés internacional
| Juegos Olímpicos   | Juegos Olímpicos                     | Juegos Olímpicos  | Juegos Olímpicos |
| Año                | Lugar                                | Medalla           | Competición      |
| ------------------ | ------------------------------------ | ----------------- | ---------------- |
| 1996               | Atlanta (Estados Unidos)             | Medalla de oro    | C1 individual    |
| 2000               | Sídney (Australia)                   | Medalla de plata  | C1 individual    |
| 2004               | Atenas (Grecia)                      | Medalla de plata  | C1 individual    |
| 2008               | Pekín (China)                        | Medalla de oro    | C1 individual    |
| 2012               | Londres (Reino Unido)                | Medalla de bronce | C1 individual    |
| Campeonato Mundial |                                      |                   |                  |
| Año                | Lugar                                | Medalla           | Competición      |
| 1995               | Nottingham (Reino Unido)             | Medalla de bronce | C1 individual    |
| 1995               | Nottingham (Reino Unido)             | Medalla de bronce | C1 por equipos   |
| 1997               | Três Coroas (Brasil)                 | Medalla de oro    | C1 individual    |
| 1997               | Três Coroas (Brasil)                 | Medalla de oro    | C1 por equipos   |
| 1999               | Seo de Urgel (España)                | Medalla de bronce | C1 individual    |
| 2002               | Bourg-Saint-Maurice (Francia)        | Medalla de oro    | C1 individual    |
| 2003               | Augsburgo (Alemania)                 | Medalla de oro    | C1 individual    |
| 2003               | Augsburgo (Alemania)                 | Medalla de oro    | C1 por equipos   |
| 2005               | Penrith (Australia)                  | Medalla de bronce | C1 individual    |
| 2006               | Praga (República Checa)              | Medalla de plata  | C1 individual    |
| 2007               | Foz do Iguaçu (Brasil)               | Medalla de oro    | C1 individual    |
| 2009               | Seo de Urgel (España)                | Medalla de oro    | C1 por equipos   |
| 2009               | Seo de Urgel (España)                | Medalla de plata  | C1 individual    |
| 2010               | Liubliana (Eslovenia)                | Medalla de oro    | C1 por equipos   |
| 2010               | Liubliana (Eslovenia)                | Medalla de plata  | C1 individual    |
| 2011               | Bratislava (Eslovaquia)              | Medalla de oro    | C1 por equipos   |
| 2013               | Praga (República Checa)              | Medalla de oro    | C1 por equipos   |
| 2014               | Deep Creek (Estados Unidos)          | Medalla de oro    | C1 por equipos   |
| 2015               | Londres (Reino Unido)                | Medalla de oro    | C1 por equipos   |
| 2017               | Pau (Francia)                        | Medalla de oro    | C1 por equipos   |
| 2017               | Pau (Francia)                        | Medalla de bronce | C1 individual    |
| 2018               | Río de Janeiro (Brasil)              | Medalla de oro    | C1 por equipos   |
| 2019               | Seo de Urgel (España)                | Medalla de oro    | C1 por equipos   |
| Campeonato Europeo |                                      |                   |                  |
| Año                | Lugar                                | Medalla           | Competición      |
| 1998               | Roudnice nad Labem (República Checa) | Medalla de oro    | C1 por equipos   |
| 1998               | Roudnice nad Labem (República Checa) | Medalla de plata  | C1 individual    |
| 2000               | Mezzana (Italia)                     | Medalla de oro    | C1 por equipos   |
| 2002               | Bratislava (Eslovaquia)              | Medalla de oro    | C1 por equipos   |
| 2005               | Tacen (Eslovenia)                    | Medalla de oro    | C1 por equipos   |
| 2006               | L'Argentière-la-Bessée (Francia)     | Medalla de plata  | C1 individual    |
| 2006               | L'Argentière-la-Bessée (Francia)     | Medalla de plata  | C1 por equipos   |
| 2007               | Liptovský Mikuláš (Eslovaquia)       | Medalla de oro    | C1 individual    |
| 2007               | Liptovský Mikuláš (Eslovaquia)       | Medalla de oro    | C1 por equipos   |
| 2008               | Cracovia (Polonia)                   | Medalla de oro    | C1 individual    |
| 2008               | Cracovia (Polonia)                   | Medalla de oro    | C1 por equipos   |
| 2009               | Nottingham (Reino Unido)             | Medalla de oro    | C1 individual    |
| 2010               | Bratislava (Eslovaquia)              | Medalla de oro    | C1 individual    |
| 2010               | Bratislava (Eslovaquia)              | Medalla de oro    | C1 por equipos   |
| 2012               | Augsburgo (Alemania)                 | Medalla de oro    | C1 por equipos   |
| 2014               | Viena (Austria)                      | Medalla de plata  | C1 individual    |
| 2014               | Viena (Austria)                      | Medalla de bronce | C1 por equipos   |
| 2015               | Markkleeberg (Alemania)              | Medalla de oro    | C1 por equipos   |
| 2016               | Liptovský Mikuláš (Eslovaquia)       | Medalla de oro    | C1 por equipos   |
| 2016               | Liptovský Mikuláš (Eslovaquia)       | Medalla de plata  | C1 individual    |
| 2017               | Tacen (Eslovenia)                    | Medalla de bronce | C1 individual    |
| 2018               | Praga (República Checa)              | Medalla de plata  | C1 por equipos   |
| 2021               | Ivrea (Italia)                       | Medalla de oro    | C1 por equipos   |
| 2024               | Tacen (Eslovenia)                    | Medalla de bronce | C1 por equipos   |
| 2025               | Vaires-sur-Marne (Francia)           | Medalla de bronce | C1 por equipos   |